# Dendropsophus meridianus
Dendropsophus meridianus es una especie de anfibio de la familia Hylidae. Es endémica del estado de Río de Janeiro, sudeste de Brasil. Es una especie muy común en su área de distribución. Se encuentra en una gran diversidad de hábitats, incluyendo zonas urbanas, pero siempre junto a charcas, estanques u otros cuerpos de agua estanca. Se reproduce en charcas temporales.